# Axel von Porat
Axel Isac von Porat, född den 17 april 1822 på Drakkulla i Myresjö socken, död den 23 januari 1883 i Lund, var en svensk militär. Han tillhörde ätten von Porat och var svärfar till Carl Norlander. 
von Porat blev furir vid Kalmar regemente 1837 och avlade officersexamen 1841. Han blev underlöjtnant vid Södra skånska infanteriregementet 1842, löjtnant där 1846, kapten 1855, överstelöjtnant och förste major 1867 samt överste och chef för samma regemente 1870. von Porat blev riddare av Svärdsorden 1866 och kommendör av första klassen av samma orden 1880. Han vilar på Klosterkyrkogården i Lund.